# マリボー
マリボー (Maribo) はデンマークにおいて牛乳から作られるセミハードタイプのチーズ。デンマーク産チーズとしてはサムソー島のサムソーと並んでトップクラスのメジャーなチーズで、日本においてもチーズに詳しくない人すら名前だけは知っているというケースが多いほどの有名どころとされる。もともとはオランダのゴーダチーズをモデルにして作られたといい、マリボーとして名付けられたのは第二次世界大戦後である。これは1952年の政令によったもので、それまではデンマークのゴーダチーズというように呼ばれていた。当初は円盤形であったが、いつごろからか明らかではないものの、輸出など輸送の際に積載面で有利となる直方体のタイプが主流となっている。表皮のないリンドレスタイプ。中身は製造工程においてあまり圧縮しないために小さな気泡が散在しているのがゴーダチーズとの違いである。
わずかに酸味が感じられるが、全般的にクセのないマイルドな味わい。加熱することでよく伸びるようになるのでピザ、グラタンやチーズフォンデュに使ってもよいし、軽めのワインとあわせてそのまま食してもよい。野菜との相性がよいとされ、サラダやサンドイッチに入れるのもあり。